# 坂本真 (音楽家)
坂本 真（さかもと まこと、MAKOTO SAKAMOTO、1979年4月24日 - ）は、ドイツ・ベルリン在住のサウンドアーティスト、音楽家である。長崎県長崎市出身。

## 略歴
舞台照明家の父の元に生まれ、幼少期よりコンサートホールや劇場ホールのバックステージを見て育つ。中学時代はドラム・ギター・ベースを独学で習得し、20代前半まで幅広い音楽ジャンルを学ぶ。
20代後半、実弟・坂本豊とハードウェアテクノユニット「Sub Human Bros（サブ・ヒューマン・ブロス）」を結成し、2009年にデビューシングル『Check Ass EP』を日本国内でリリース後、ダンスミュージックの聖地ドイツ・ベルリンへと活動の拠点を移す。
2015年に1stアルバム『Sub Human Bros』、2015年4月にはシングル『Over』をリリース。Dasha Rush（ダシャ・ラッシュ）やDerrick May（デリック・メイ）など世界で活躍するミュージシャンから注目を集め、ベルリンのみならず、韓国、ブルガリアなど世界各地で活動。
2016年、初のソロ名義作品『individual』をリリースした後、2019年現在までにSub Human Bros名義を含め全7アルバムを発表。
以降、サウンドアーティストとして、映画館や美術館でのサウンドエキシビジョンやアートムービーのサウンドトラックを手掛け、主にヨーロッパを中心に活動する。
2018年にリリースされた『MS005EP01』は、ベルリンのレコードショップ「OYE Record Store」から2019年・春のエクスペリメンタルエレクトロニカ・ベストセラーレコードの一枚として評され、Dasha Rushを初めとする数多くのアーティストが、同EP収録曲『C』を使用したアンビエントミックスを公開。ソロ名義では、リズムやメロディーといった従来の音楽的要素よりも、音そのものの造形を独自の視点でアブストラクトに表現している。
2019年夏、初めてピアノを使用したアンビエントカセットアルバム『Reflection』は、過去作品とは違い、自然が生み出すリズムと同期しながら、聴いた人が心の声と真摯に向き合うことが出来るようなパーソナルで叙情的な作品となっている。
2019年秋、タンジェリン・ドリームのメンバーとして活動するヴァイオリニスト・山根星子とのコラボプロジェクトを始動。1stアルバム『Fahrenheit』と、2020年4月には2曲入りEP『innen』を発表。
2020年11月、ベンリンをベースにヨーロッパのインプロミュージックシーンで活躍するピアニスト・Rieko Okudaと、ギターリスト・Tatsumi Ryusuiとのノイズバンド「夜光虫-Noctiluca/ノクティルカ」の1stアルバムが、UKのオルタナティブインディー カセットレーベル"Industrial Coast"からリリースされた。
2021年5月、ドイツ・旧西ベルリンに高くそびえるトイフェルスベルク元スパイ塔跡地の一角にあるサウンドスペース「DOTS GALLERY」が主催するレコーディング実験イベント「Teufelsberg Domecast」に、ヴァイオリニスト・山根星子と共に参加。このイベントは2021年より不定期に開催されており、これまでにDasha Rush、LF58、Robert Henke、Tobias.(Tobias Freund)などが同場所でレコーディングおよびパフォーマンスを行った。
2021年10月、ベルリンを拠点に活動するパフォーマー・菅原圭輔が主催・監督・主演を務める舞台公演「空谷の跫音」のサウンドを手掛け、オリジナルサウンドトラック「KYOUON」をリリース。「KYOUON」のアートワークには、画家・Yohge Matsudaの作品が起用されている。舞台は東京・神楽坂にある「セッションハウス」にて、菅原圭輔と劇団「トレンブルシアター」主宰の俳優・土屋良太の両名が協働し、ダンサー・高瑞貴を加えたメンバーで2日間に渡り開催された。
2021年12月、フランス・モーブルゲにある元軍需工場のアート施設「The Foundry」を拠点に活動するロシア人現代美術家・Andrei Molodkinが、セント・ジョンズ教会にてアートパフォーマンスを公演。公演当日、彼が手掛けた作品とともに歴史ある教会内でサウンドパフォーマンスを行った。
2022年8月9日長崎原爆の日、実弟でありサウンドクリエイターの坂本豊と長崎美術館で核兵器廃絶を訴えかけるためのアートイベント「長崎平和集会」を開催。ロシア人現代美術家・Andrei Molodkinと協働し、核兵器のない世界の実現を求め1日限りのパフォーマンスを行った。
2022年9月、坂本豊とともにライブレコーディングアルバム「Oscillation」をリリース。本作は、2021年11月3日「文化の日」に山口県萩市にある文化財施設「旧田中別邸」で行った公開制作の時に作られたもので、坂本豊の手がけるSVNS (シンセティック・バーチャル・ネイチャー・サウンドスケープ、擬似自然音) と、坂本真の非現実的でシネマティックなサウンドが混ざり合い、世にも美しい唯一無二なサウンドアートアルバムとなっている。
2022年11月、エジプト在住のコレオグラファー・Amany Atefによる心理学的リサーチプロジェクト「Bluebottle Flies」のパフォーマンスアートがベルリン・クロイツベルグにある教会「Taborkirche」で開催。企画段階から参加し、進行・舞台監督のみならず、本番はライブサウンドスケープとライティングオペレーションをフルアナログで同時に即興でパフォーマンスを行なった。
2023年6月、アフリカ・チュニジアで、現地の若手アーティスト達のための実験音楽育成プログラムに総合監督として就任。
2023年8月、ドイツのZKM[Zentrum für Kunst und Medien](カールスルーエ・アート・アンド・メディア・センター)が主催する「SCHLOSSLICHTSPIELE Karlsruhe 2023」でアワード2位を受賞したSimone Serlengaの作品「AI + GA (人工知能+ジェネレーティブアート)」のサウンドデザインを担当。公共音楽の枠を広げるサウンドアートを披露し関係者から高い評価を得た。
2024年1月、ソロアルバム作品4作目となるアンビエントミュージックアルバム「emollient」をダブルヴァイナルでリリース。
2024年4月、ブラジル在住のコンテンポラリー・アート・パフォーマー Aun Helden の作品 「FENÔMENO」のパフォーマンストラックとして収録曲の「RAIN」「TRUST」「YOU」が使用され、UMANESIMO ARTIFICIALEとHYPEROBJECTSがキュレーションを行い、イタリアにあるTeatro della Concordiaで公演された。
2024年8月、「SCHLOSSLICHTSPIELE Karlsruhe 2024」のdm アワード１位受賞作品「Particles Ensemble」の音楽を、実弟Yutaka SakamotoとのダンスミュージックユニットSub Human Brosとして担当、Makotoは本プロジェクトのミュージックプロデューサー・ディレクターとして参加した。アートディレクターSimone Serlengaが提案するこのインタラクティブ・メディア・シーノグラフィーは、踊る観客の姿をスキャニングし、リアルタイムにジェネレートした巨大な観客の姿を全長170mのカールスルーエ城に投影した、同フェスティバルでは過去に類を見ないオーディエンス参加型の巨大インスタレーションアートとして発表された。
2024年9月、大阪・中崎町にあるセレクトショップ「LITMUS」「LUTENS」のオーナーであるNOVO Kとの協働プロジェクト「LUTENS THOUGHTS」を始動。その第一弾として、「LUTENS」のオープン5周年を記念したオリジナル曲「ESCAPER.」をリリース。

## ディスコグラフィー
リリース（レコード、CD、カセットテープ 、配信）
| 発売日        | タイトル                                | 規格品番        | 収録曲 | 備考 |
| 2016年1月6日  | INDIVIDUAL                              | MS001           | 1. Space 2. Fall in 3. Launch 4. Minimal four 5. Part one 6. Call 7. In 8. Dancer 9. Leap out 10. Space out 11. Individual                 | 電子音楽、テクノ、アート All produced by MAKOTO SAKAMOTO Mastered by Kim Gangmin |
| 2016年5月23日 | Access Consciousness Recordings, Vol. 1 | MS003           | 1. Access cod 2. Next moment 3. The form 4. A C R 1-2 5. A C R 2                                                                           | 電子音楽、テクノ、アート All produced, products by MAKOTO SAKAMOTO |
| 2018年1月11日 | MS005EP01                               | MS005 MS005EP01 | 1. a side/C 2. b side/Solution | 電子音楽、環境音楽、テクノ、アート、レコード All produced, products by MAKOTO SAKAMOTO Mastered by Rashad Becker at Dubplates&Mastering Collage artwork by Maja Nilsen |
| 2018年9月12日 | Geist                                   | MS007           | 1. Geist 2. Sequence 3. Suspect 4. Another                                                                                                 | 電子音楽、環境音楽、アート、サウンドトラック All produced by MAKOTO SAKAMOTO Artwork photography by Anna Szkoda |
| 2019年8月5日  | reflection                              | MS008           | 1. I hope you’re feeling better 2. Reflection 3. You are thinking about yourself 4. Will soon calm down 5. See you again 6. Yoin           | 電子音楽、環境音楽、アンビエント、アート、カセットテープ All tracks performed & recorded Oct, Nov 2017. Overdub mixed & recorded by MAKOTO SAKAMOTO. Mastering by Gen Seiichi may 2019 Cassette tape production by T.A.P.E. MUZIK Leipzig design by Guillaume Bouzige |
| 2019年10月7日 | Fahrenheit                              | MS009           | 1. Ⅰ 2. Ⅱ 3. Ⅲ 4. Ⅳ 5. Ⅴ 6. Ⅵ | 電子音楽、環境音楽、即興音楽、アート All tracks performed in real time & recorded Feb and March 2019. Synthesizer and Mix - Makoto Sakamoto Electric Violin - 山根星子 Mastered by Rashad Becker at Dubplates&Mastering Artwork photography by Kei Sugimoto Artwork graphics by Yutaka Sakamoto |
| 2020年4月9日  | innen                                   | MS010           | 1. in 2. hin | 電子音楽、環境音楽、即興音楽、アート All tracks performed in real time & recorded Nov, 2019. Berlin. Synthesizer and Mixer - Makoto Sakamoto Electric Violin - 山根星子 Mastering by Bert Olke at GL-Audio Berlin Artwork: film photography by Ju Woo |
| 2021年1月2日  | VELVET PROOF                            | MS011           | 1. Velvet Proof 2. White Loop | 電子音楽、実験音楽、即興音楽、アート All tracks performed in real time & recorded June, 2019. Berlin synthesizer and Mixer - Makoto Sakamoto vocal & samples - Masara mastering by Seiichi Gen artwork by Ari Matsuoka (MOLS magazine) |
| 2021年2年5日  | 夜光虫 - Prelude - Digital Remaster     |                 | 1. Part. 1 2. Part. 2 3. Part. 3 4. Part. 4 5. Part. 5                                                                                     | 電子音楽、環境音楽、アート、カセットテープ All tracks are improvised & recorded in July 2019, Berlin Edited by Rieko Okuda and Noctiluca Mixed by Makoto Sakamoto Mastered by Michael Valentine West Artwork and Teaser video by Ari Matsuoka (MOLS magazine) All rights reserved by 夜光虫 - Noctiluca |
| 2021年5月7日  | versteckt                               | MS012           | 1. tat 2. trick 3. tor 4. unter der Maske                                                                                                  | 電子音楽、実験音楽、即興音楽、アート All tracks performed & recorded Feb, 2021. Berlin electric Violin - Hoshiko Yamane synthesizer and mix - Makoto Sakamoto mastering by Bert Olke at GL-Audio Berlin artwork by Ari Matsuoka (MOLS magazine) |
| 2021年10月4日 | KYOUON                                  | MS013           | 1. OKU 2. MA 3. SANSUI 4. OTHERS 5. DANCERINTHEDARK 6. KUKOKU 7. ABERICHMAGDICH - glich remix version 8. I 9. AND                          | 電子音楽、実験音楽、即興音楽、舞台音響、アート All tracks performed & recorded at Nov 2019 and Oct 2020 - May 2021. Berlin synthesizer, acoustic piano, sample and fx mixed by Makoto Sakamoto mastering by Benjamin Lincoln at Middle Mastering UK artwork by Yohge Mazda Contemporary Theatre 空谷の跫音 - Kukoku no Kyouon by Keisuke Sugawara                                                                          |
| 2022年9月13日 | Oscillation                             | MS014           | 1. Oscillation one 2. Oscillation two 3. Oscillation three 4. Oscillation four 5. Oscillation five 6. Oscillation six 7. Oscillation seven | 電子音楽、実験音楽、即興音楽、、アート All tracks performed in real time & recorded Nov, 2021. at Former Villa of Tanaka Giichi (旧田中別邸), Hagi, Yamaguchi, Japan. synthesizer and mix1 - Yutaka Sakamoto synthesizer and mix2 - Makoto Sakamoto mastering by Bert Olke at GL-Audio Berlin artwork by Ju Woo all rights reserved by MAKOTO SAKAMOTO RECORDINGS                                                          |
| 2024年1月1日  | emollient                               | MS016           | A-1. ATONA A-2. MICHI A-3. RAIN B-1. KYOKU B-2. ZOKU C-1 DRAMA D-1 TRUST D-2 YOU                                                           | 環境音楽、電子音楽、実験音楽、アンビエント、アート、レコード All tracks mixed and recorded in real time at Feb - June 2021. Berlin synthesizers, acoustic piano samples played by Makoto Sakamoto mastering by Rashad Becker at clunk berlin cutting by Anne Taegert at Dubplates & Mastering vinyl products made in Berlin at Intakt! collage artwork by Maja Nilsen layout and edit, technical supported by Ari Matsuoka |
| 2024年9月18日 | ESCAPER.                                | MS018−LUTENS 01 | 1. ESCAPER. | 電子音楽、環境音楽、アンビエント、アート All tracks mixed and recorded in real time at July 2024. Berlin synthesizers, acoustic piano samples played by Makoto Sakamoto mastering by Bert Olke at GL audio artwork by NOVO K |
| 2024年9月23日 | AUS EINER GETRENNTEN WELT               |                 | 1. Tiefstes Inneres 2. Herumtastend | ALL TRACKS PERFORMED IN REAL TIME & RECORDED IN BERLIN ELECTRIC VIOLIN BY HOSHIKO YAMANE SYNTHESIZER & MIXER BY MAKOTO SAKAMOTO COVER ART BY YOHGE MATSUDA LAYOUT & MASTERING BY SIGNALSTOERUNG Adventurous Music https://adventurousmusic.bandcamp.com/album/aus-einer-getrennten-welt-2 |

Podcast（Apple, SoundCloud, bandcamp）
- 2017年11月17日　MSR161117LYRA8
- 2018年5月2日　MSR250318DARKSHADES
- 2019年3月26日　MSR190419満月に吠える
- 2020年1月21日　 MSR0120ICELANDBAY artwork: film photography by Ju Woo
- 2021年11月24日　Teufelsberg Domecast #8 Hoshiko Yamane & Makoto Sakamoto
- 2022年5月30日　MAKOTO SAKAMOTO - BODER Live Tour in Japan 2021 artwork: film photography by MOLS magazine